# Gunnar Berg
Gunnar Johnsen Berg (ur. 11 stycznia 1909 w St. Gallen, zm. 25 sierpnia 1989 w Bernie) – duński kompozytor.

## Życiorys
Urodził się w St. Gallen w Szwajcarii w duńsko-szwedzkiej rodzinie. W wieku 12 lat przeprowadził się wraz z rodzicami do Danii, gdzie rozpoczął lekcję gry na fortepianie. W 1936 roku zaczął studiować kontrapunkt u Knuda Jeppesena. Od 1938 do 1948 roku uczył się gry na fortepianie u Hermana Davida Koppela i Elisabeth Jürgens, studiował także teorię muzyki u Herberta Rosenberga. W 1948 roku wyjechał do Paryża, gdzie choć podjął studia w École normale de musique de Paris u Arthura Honeggera, szybko uległ jednak wpływom Oliviera Messiaena i zainteresował się serializmem. Od 1952 roku był uczestnikiem Międzynarodowych Letnich Kursów Nowej Muzyki Darmstadcie. W 1958 roku wrócił do Danii, gdzie zajął się propagowaniem muzyki awangardowej. Organizował liczne odczyty i koncerty, występując wspólnie ze swoją żoną, pianistką Béatrice Berg.
Awangardowa twórczość Berga nie spotkała się wśród duńskiej krytyki ze zrozumieniem. W 1980 roku zdruzgotany tym faktem kompozytor opuścił ojczysty kraj i osiedlił się w Szwajcarii.

## Twórczość
W swojej twórczości posługiwał się techniką serialną, był pierwszym duńskim kompozytorem, który napisał utwór z wykorzystaniem tej techniki kompozytorskiej (Suita na wiolonczelę, 1950). W muzyce Berga widoczne są wpływy twórczości Messiaena, Weberna, Stockhausena i Bouleza.

## Ważniejsze kompozycje
(na podstawie materiałów źródłowych)

### Utwory orkiestrowe
- Hymnos na orkiestrę smyczkową (1946)
- Passacaille (1948)
- Mouture, muzyka baletowa (1953)
- Essai acoustique 3 na fortepian koncertujący i orkiestrę (1954)
- Cinq études na 2 orkiestry smyczkowe (1955)
- El triptico gallego (1957)
- Mutationen (1958)
- 37 Aspects na orkiestrę kameralną (1959)
- Pour piano et orchestre (1959)
- Frise na fortepian i orkiestrę kameralną (1961)
- Uculang na fortepian i orkiestrę (1967)
- Aria na flet i orkiestrę (1980–1981)
- Etincelles na klawesyn i orkiestrę dętą (1984–1985)

### Utwory kameralne
- Duetto na flet i obój (1937)
- Caprice na skrzypce i fortepian (1941, zrewid. 1951)
- Sonata na flet i klarnet (1942)
- Sonata na skrzypce (1945, zrewid. 1982)
- Pièce na trąbkę, skrzypce i fortepian (1949)
- Suita na wiolonczelę (1950)
- Prosthesis na saksofon altowy i fortepian (1952)
- Filandre na flet, klawesyn i fagot (1953)
- Trio d’anches na obój, klarnet i fagot (1955)
- Belem na perkusję i fortepian na 4 ręce (1956)
- 9 Duos na flet prosty i wiolonczelę (1957, wersja na flet prosty i gitarę 1984)
- Petite musique na flet, kwartet smyczkowy i fortepian (1958, zrewid. 1960)
- Pour 2 violoncelles et piano (1958, zrewid. 1987)
- Pour clarinette et violon (1959)
- Pour violon et piano (1960)
- Pour quintette à vent (1962)
- Pour quatour à cordes (1966)
- Random na wiolonczelę i perkusję (1968)
- Tronqué na ksylofon, wiolonczelę i fortepian (1969)
- Agregats I na fale Martenota (1970)
- Monologue na trąbkę (1975)
- Fresques I–IV na gitarę (1976–1978)
- Mouvements na kwartet smyczkowy (1979)
- Melos I na gitarę (1979)
- Aerophones I–II na instrumenty dęte (1982–1983)
- Ar-Goat na 2 gitary (1984)

### Utwory fortepianowe
- Fantaisie (1936, zrewid. 1968)
- La Boite à musique (1938)
- Toccata-Interludium-Fuga (1938)
- Feldspath (1944)
- Variations sur une deina lithuanienne (1946)
- Cahier pour Léonie (1951)
- Cosmogonie na 2 fortepiany (1952)
- Gaffky’s dix assortiments (1959)

### Utwory wokalno-instrumentalne
- Le chemin de fer na głos, flet, klarnet, skrzypce i fortepian na 4 ręce (1945, zrewid. 1950)
- kantata Tøbrud na mezzosopran, skrzypce i klarnet basowy do słów Ivana Malinovskiego (1961)
- kantata Vision na baryton i orkiestrę kameralną do słów Dylana Thomasa (1962)
- Hyperion na głos i 10 instrumentów (1977)
- Graphos na głos, 2 wiolonczele, perkusję i fortepian (1987)